# Senador Pompeu (kommun)
Senador Pompeu är en kommun i Brasilien.   Den ligger i delstaten Ceará, i den östra delen av landet, 1 500 km nordost om huvudstaden Brasília. Antalet invånare är 26 494.
Följande samhällen finns i Senador Pompeu:
- Senador Pompeu

Omgivningarna runt Senador Pompeu är huvudsakligen savann. Runt Senador Pompeu är det ganska glesbefolkat, med 34 invånare per kvadratkilometer.